# Акепсим, Јосиф и Аитал
Акепсим, Јосиф и Аитал су ранохришћански свети мученици из 4. века. Заједно се прослављају у Православној цркви 3 (16) новембра .
Акепсим је био епископ града Наесона у Персији. Од младости је живео у посту и молитви.  Пострадао је у својој 80-ој години сведочећи хришћанску веру. Неколико године пре страдања видео је пророчанство о своме страдању: "Када једном он сеђаше у своме дому, једно момче његово испуни се пророчкога духа, целива га у главу и рече: Благо овој глави, јер ће за Христа примити мучење! - Он се обрадова овом пророчанству и рече: Нека ми буде, чедо, по речи твојој." Крај њега је седо његов драги пријатељ Јосиф епископ оближњега града Бет-Кетуба. Чувши речи што их момче изговори, он се осмехну и упита момче: Реци ми, чедо, знаш ли што и о нама? - Богонадахнуто момче одговори: Ти нећеш више видети град свој, него ћеш се преставити на путу к њему, у селу Етрадан.Пророчанство овог дечака испуни се код оба епископа: један умре на путу, у споменутом селу, а глава епископа Акепсима стварно се удостоји мученичког венца. Незнабожни персијски цар Шапур II покренуо је велики прогон хришћана. Разаслао је у све крајеве своје земље наређење: да буду побијени сви који исповедају Христа. Без милости је тада побијено по градовима и селима Персије безбројно мноштво хришћана. Пострадали су и многи од дворјана у царским палатама, амеђу њима и евнух Азадис, љубимац царев. Цар дознавши за смрт свог љубимца евнуха Азадиса, веома се ожалости, и прекрати свеопшти покољ хришћана: он издаде наредбу да се смрћу кажњавају само вође и учитељи хришћанске вере. У то време погубљен је свети епископ Акепсим.  Мало затим ухваћен је и презвитер Јосиф, коме је било седамдесет година, и ђакон Аитал. И они су након што су одбили да принесу жртву идолу након мучења погубљени . 